# Гудзенко, Семён Петрович
Семён Петро́вич Гудзе́нко (первоначальное имя Сарио; 5 марта 1922, Киев — 12 февраля 1953, Москва) — русский советский поэт и журналист, военный корреспондент.

## Биография
Родился 5 марта 1922 года в еврейской семье, задолго до его рождения переселившейся в Киев из Белой Церкви. Его отец, васильковский второй гильдии купеческий сын Аврум-Пиня Куневич (Пётр Константинович) Гудзенко (1881, Сквира — ?), был инженером; мать, бородянская мещанка Голда Ицко-Иделевна (Ольга Исаевна, Исааковна) Гудзенко (в девичестве Червинская, 29 ноября 1882, Киев — ?), — учительницей. Родители заключили брак 18 января 1909 года в Киеве. Семья жила в Киеве на улице Тарасовской в доме № 3. В 1939 году поступил в МИФЛИ и переехал в Москву.
В 1941 году добровольцем ушёл на фронт, стал пулемётчиком в Отдельной мотострелковой бригаде особого назначения (ОМСБОН). В 1942 году был тяжело ранен в живот осколком мины. После ранения был корреспондентом во фронтовой газете «Суворовский натиск», освещал осаду и штурм Будапешта, где и встретил День Победы. Первую книгу стихов выпустил в 1944 году. После окончания Великой Отечественной войны работал корреспондентом в военной газете.
Гудзенко открыл как поэта Илья Эренбург весной 1941 года: воспоминания о творческом пути поэта есть в 7-й главе 5-й книги цикла «Люди, годы, жизнь».
Настоящее имя Гудзенко — Сарио: итальянское имя ему дала мать. Когда его в 1943 году дружно опубликовали «Знамя» и «Смена», поэт писал матери: «…не пугайся, если встретишь стихи за подписью „Семён Гудзенко“, — это я, так как Сарио не очень звучит в связи с Гудзенко. Надеюсь, ты не очень обидишься…»

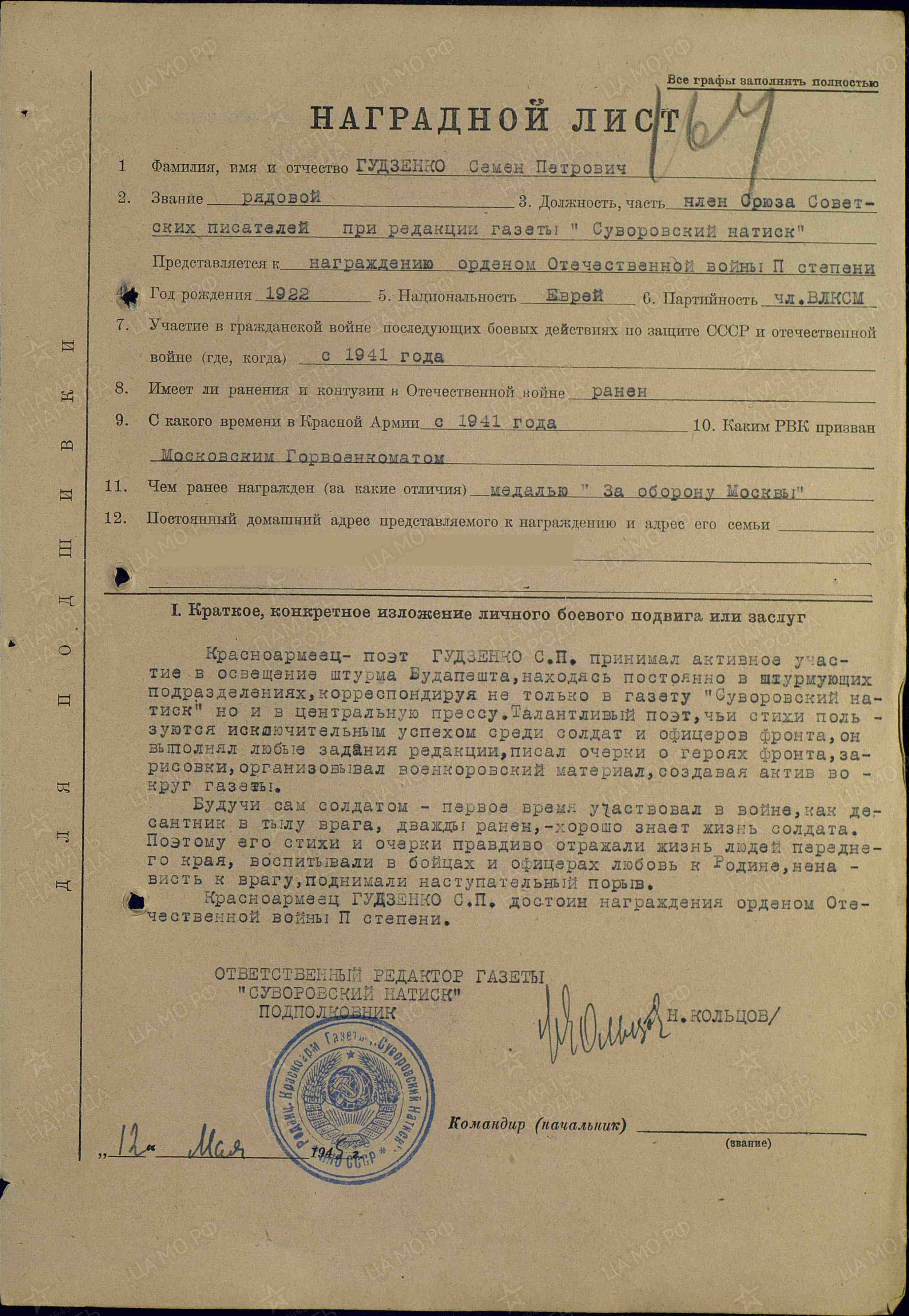
Первая страница наградного листа на имя Гудзенко Семёна Петровича. На втором листе документа награда была заменена на Орден Красной Звезды.

После войны Семён Гудзенко работал журналистом. В 1950-е годы вышли его книги «Дальний гарнизон», «Новые края», «Перед атакой», «Могила пилота».
Ранение, полученное на фронте, постоянно давало о себе знать. Даже прикованный к больничной кровати, медленно и мучительно умирая, поэт продолжал оставаться романтиком и доброжелательным человеком; а когда потерял возможность писать самостоятельно, поэт продолжал сочинять стихотворения и диктовал их.
Сбылось написанное им в 1946 году: «Мы не от старости умрём, — от старых ран умрём...». Но сказалось не только ранение, но и тяжёлая травма головы, полученная в мае 1942 года в центре Москвы — поэта сбила машина около здания НКВД на Лубянке.
Семён Гудзенко умер 12 февраля 1953 года в Институте нейрохирургии имени Н. Н. Бурденко. Похоронен в Москве на Ваганьковском кладбище (17 уч.).
Евгений Евтушенко писал в антологии «В начале было Слово»: «…был киевлянин, украинский еврей, русский поэт Семён Гудзенко».

## Семья и родственные связи
- Дед и бабушка со стороны отца — Кун Дувидович Гудзенко, мещанин, уроженец Сквирского уезда, и Сура Пиневна Гудзенко, уроженка Макарова. Дед и бабушка со стороны матери — отставной солдат Ицко-Идель Овшиевич Червинский, бородянский мещанин, и Шейва Червинская.
- Жена — Лариса Жадова (урождённая Жидова, 1927—1981), искусствовед, историк искусства и дизайна. Дочь военачальника, Героя Советского Союза Алексея Жадова; с 1957 года жена поэта Константина Симонова.
  - Дочь — Екатерина Кирилловна Симонова-Гудзенко (урождённая Екатерина Семёновна Гудзенко, род. 1951), была удочерена Константином Симоновым и получила отчество по его паспортному имени Кирилл), историк-японист, с 2003 года заведующая кафедрой истории и культуры Японии Института стран Азии и Африки при МГУ.
- Двоюродный брат — Михаил Александрович Рогинский (1931—2004), советский и французский художник[11].

### Стихотворения
- «Однополчане» (М, Советский писатель,1944)
- «Стихи и баллады» (М., Молодая гвардия, 1945)
- «После марша» (М., Советский писатель,1947)
- «Курская тетрадь» (Курск, 1947)
- «Битва» (М., Молодая гвардия, 1948)
- «Закарпатские стихи» (М, Советский писатель,1948)
- «Поездка в Туву» (1949)
- «Дальний гарнизон» (М., Советский писатель, 1950. М., Воениздат,1950, 1951) поэма о буднях солдат на военной службе в Туркмении
- «Новые края» (1953)
- «Перед атакой» (1942)
- «Могила пилота» (1966)
- Мое поколение (Нас не нужно жалеть) (1945)

### Мемуары
- Гудзенко С. П. Армейские записные книжки. — М.: Советский писатель, 1962. — 116 с.

## Стихи Гудзенко в театре
- В 1965 году режиссёр московского Театра на Таганке Юрий Любимов поставил спектакль «Павшие и живые». В этом спектакле Владимир Высоцкий, в частности, играл роли Гитлера и Семёна Гудзенко. В дальнейшем на своих выступлениях Высоцкий иногда читал стихи Гудзенко, также он давал достаточно высокие оценки военному творчеству поэта. Два стихотворения Семёна Гудзенко вошли в музыкально-поэтический цикл Высоцкого «Мой Гамлет», 1966—1978.
- В 2009 году в Малом зале Санкт-петербургской филармонии состоялась премьера кантаты на стихи поэтов-фронтовиков композитора Владиславы Малаховской. Кантата озаглавлена строчкой из «Моего поколения» Семёна Гудзенко — «Нас не нужно жалеть!». Два из шести номеров кантаты написаны на стихи Гудзенко — «Перед Атакой» и «Моё поколение».

## Награды
- Орден Отечественной войны II степени — был представлен к награждению 12 мая 1945 года[12].
- Орден Красной Звезды — награждён вместо  Орден Отечественной войны приказом 2-го Украинского фронта №: 128/н от: 14.05.1945 года за освещение штурма Будапешта в прессе[13].
- Медаль «За оборону Москвы»
- Медаль «За трудовую доблесть»
- Медаль «Партизану Отечественной войны»
- Медаль «За победу над Германией в Великой Отечественной войне 1941—1945 гг.»
- Медаль «За взятие Вены»
- Медаль «За взятие Будапешта»
- Медаль «За освобождение Праги»

## Память

Мемориальная доска на улице Тарасовская, в Киеве, где жил Гудзенко в 1922—1939 годах

- Именем Семена Гудзенко названа улица в Харькове.
- В Киеве на фасаде дома по улице Тарасовская 3, где в 1922—1939 гг. жил поэт, установлена мемориальная доска.

## В кино
В художественном фильме «Цыган» Будулай исполняет на гитаре песню, в которой звучат 3 четверостишия из «Моего поколения» Семёна Гудзенко.
В финале второго фильма документальной трилогии Леонида Парфенова «Русские евреи» звучит стихотворение Семена Гудзенко «Мое поколение» в исполнении Владимира Высоцкого.